# Neoplatycerus
Neoplatycerus är ett släkte av steklar. Neoplatycerus ingår i familjen sköldlussteklar.
Kladogram enligt Catalogue of Life:
| Neoplatycerus | \| \| Neoplatycerus kemticus \| \| \| \| \| \| Neoplatycerus palestinensis \| \| \| \| \| \| Neoplatycerus tachikawai \| \| \| \| |
|               | \| \| Neoplatycerus kemticus \| \| \| \| \| \| Neoplatycerus palestinensis \| \| \| \| \| \| Neoplatycerus tachikawai \| \| \| \| |
|               | Neoplatycerus kemticus |
|               | |
|               | Neoplatycerus palestinensis |
|               | |
|               | Neoplatycerus tachikawai |
|               | |